# Park Narodowy Doliny Kwiatów
Park Narodowy Doliny Kwiatów (hindi: फूलों की घाटी राष्ट्रीय उद्यान – Phulon ki Ghati Rasztrij Udjan; ang. Valley of Flowers National Park) – park narodowy w stanie Uttarakhand w północno-zachodnich Indiach. Park położony jest w Himalajach, u podnóży najwyższego szczytu Indii, Nanda Devi. Nazwa Parku pochodzi od ogromnej liczby kwiatów (około 500 gatunków), kwitnących podczas krótkiego lata (park dostępny jest jedynie od czerwca do października – przez pozostałą część roku pokryty jest śniegiem). Głównym celem utworzenia parku była właśnie ochrona wysokogórskiej flory, a także krajobrazu. 
W 2005 park został wpisany na listę światowego dziedzictwa UNESCO, poprzez rozszerzenie wpisu z 1988 obejmującego pobliski Park Narodowy Nanda Devi.
Dolina Kwiatów jest tłem indyjskiego filmu Valley of Flowers.